# Gwinea Równikowa na Letnich Igrzyskach Olimpijskich 1988
Gwineę Równikową na Letnich Igrzyskach Olimpijskich 1988 reprezentowało 7 zawodników, 4 mężczyzn i 2 kobiety.

## Skład kadry

### Lekkoatletyka

#### Konkurencje biegowe

##### Mężczyźni
| Zawodnik           | Konkurencja    | Eliminacje  | Eliminacje  | Ćwierćfinały | Ćwierćfinały | Półfinały | Półfinały | Finał | Finał   | Źródło |
| Zawodnik           | Konkurencja    | Czas        | Pozycja     | Czas         | Pozycja      | Czas      | Pozycja   | Czas  | Pozycja | Źródło |
| ------------------ | -------------- | ----------- | ----------- | ------------ | ------------ | --------- | --------- | ----- | ------- | ------ |
| Secundino Borabota | Bieg na 100 m  | 11.52       | 8.          | NQ           | NQ           | NQ        | NQ        | NQ    | NQ      | [ 1 ]  |
| Gustavo Envela     | Bieg na 200 m  | 22.33       | 5.          | NQ           | NQ           | NQ        | NQ        | NQ    | NQ      | [ 2 ]  |
| Gustavo Envela     | Bieg na 400 m  | 48.11       | 6.          | NQ           | NQ           | NQ        | NQ        | NQ    | NQ      | [ 3 ]  |
| Bernardo Elonga    | Bieg na 1500 m | Nie dotyczy | Nie dotyczy | 4:16.40      | 14.          | NQ        | NQ        | NQ    | NQ      | [ 4 ]  |
| Manuel Rondo       | Bieg na 5000 m | Nie dotyczy | Nie dotyczy | 16:44.13     | 19.          | NQ        | NQ        | NQ    | NQ      | [ 5 ]  |

##### Kobiety
| Zawodnik          | Konkurencja   | Eliminacje | Eliminacje | Ćwierćfinały | Ćwierćfinały | Półfinały | Półfinały | Finał | Finał   | Źródło |
| Zawodnik          | Konkurencja   | Czas       | Pozycja    | Czas         | Pozycja      | Czas      | Pozycja   | Czas  | Pozycja | Źródło |
| ----------------- | ------------- | ---------- | ---------- | ------------ | ------------ | --------- | --------- | ----- | ------- | ------ |
| Rosa Mbuamangongo | Bieg na 200 m | 31.12      | 6.         | NQ           | NQ           | NQ        | NQ        | NQ    | NQ      | [ 6 ]  |
| Juliana Obiong    | Bieg na 400 m | 1:07.58    | 7.         | NQ           | NQ           | NQ        | NQ        | NQ    | NQ      | [ 7 ]  |